# Слабиња (Дубица)
Слабиња је насељено место у Банији у саставу општине Хрватска Дубица, Сисачко-мославачка жупанија у Републици Хрватској.

## Географски положај
Смештена је у долини реке Уне, у микрорегији Петрињско-дубичкога хумља Средње Хрватске, 9 km северозападно од Дубице. Површина насеља је 17,89 км². Налази се на државном путу Д47 (Липик – Новска – Хрватска Дубица – Хрватска Костајница – Двор) и неразврстаном путу.
У административној подели Српске православне цркве Слабиња припада Костајничко-дворском архијерејском намесништву Горњокарловачке епархије, а у Католичкој цркви припада жупи Пресветога Тројства из Дубице, Дубичко-костајнички деканат Сисачке бискупије при Загребачкој надбискупији.
Привредна основа су пољопривреда и сточарство. Насеље припада подручју посебне државне бриге.

## Историја
За време СФР Југославије била је у саставу велике општине Костајница, СР Хрватска. Слабиња се од 1991. до августа 1995. године налазила у Републици Српској Крајини.

## Парохијски храм
Парох у Слабињи 1827. године био је поп Стефан Живковић, са капеланом, поп Христифором Тубицом.
На јужној страни пута, према реци Уни, налазе се рушевине храма Свете Параскеве. Црква је саграђена 1828. године, али је 1944. године у Другом светском рату минирана. Минирали су је усташе, те су јој оштетили кровну конструкцију, свод, унутрашњост и црквени инвентар. Након Другог светског рата остале су стајати рушевине. Године 1970. почела је обнова ове вредне грађевине, али кров, нажалост, никада није постављен. Црква се налази у центру насеља.

## Становништво
Према попису становништва из 2011. године, насеље је имало 348 становника те 119 породичних домаћинстава.
| Националност       | 1991. | 1981. | 1971. | 1961. |
| Срби               | 458   | 341   | 478   | 565   |
| Југословени        | 42    | 135   | 26    |       |
| Хрвати             | 12    | 7     | 15    | 25    |
| Муслимани          | 1     |       |       |       |
| остали и непознато | 10    |       | 1     |       |
| Укупно             | 523   | 490   | 520   | 590   |

| Демографија | Демографија | Демографија |
| Година      | Становника  | Становника  |
| ----------- | ----------- | ----------- |
| 1857.       | 609         |             |
| 1869.       | 635         |             |
| 1879.       | 671         |             |
| 1880.       | 794         |             |
| 1890.       | 794         |             |
| 1910.       | 962         |             |
| 1921.       | 880         |             |
| 1931.       | 937         |             |
| 1948.       | 495         |             |
| 1953.       | 563         |             |
| 1961.       | 590         |             |
| 1971.       | 520         |             |
| 1981.       | 490         |             |
| 1991.       | 523         |             |
| 2001.       | 317         |             |
| 2011.       |             | 348         |

## Попис 1991.
На попису становништва 1991. године, насељено место Слабиња је имало 523 становника, следећег националног састава:
| Попис 1991.‍  | Попис 1991.‍  | Попис 1991.‍ | Попис 1991.‍ | Попис 1991.‍ |
| ------------ | ------------ | ----------- | ----------- | ----------- |
|              |              |             |             |             |
| Срби         | Срби         |             | 458         | 87,57%      |
| Југословени  | Југословени  |             | 42          | 8,03%       |
| Хрвати       | Хрвати       |             | 12          | 2,29%       |
| Муслимани    | Муслимани    |             | 1           | 0,19%       |
| остали       | остали       |             | 1           | 0,19%       |
| неопредељени | неопредељени |             | 1           | 0,19%       |
| непознато    | непознато    |             | 8           | 1,52%       |
| укупно: 523  |              |             |             |             |

## Познате личности
- Герман Опачић, епископ Српске православне цркве
- Милка Месић, рођ. Дудунић, супруга другог председника Републике Хрватске Стипе Месића
- Мирко Мећава, актуелни потпредседник Савеза антифашистичких бораца и антифашиста Републике Хрватске
- Здравко Колар, (1923 – 2008), доктор педагошких наука, генерал-мајор ЈНА, први секретар Комунистичке партије у Слабињи и носилац Партизанске споменице 1941.[6]